# Geralds lek
Geralds lek (engelska: Gerald's Game) är en amerikansk skräckfilm från 2017. Filmen hade premiär på Netflix den 29 september 2017. Filmen är både regisserad och klippt av Mike Flanagan och är baserad på Stephen Kings roman med samma namn. Filmens två huvudroller spelas av Carla Gugino och Bruce Greenwood.

## Rollista
- Carla Gugino – Jessie Burlingame
  - Chiara Aurelia – "Mouse" (Jessie som ung)
- Bruce Greenwood – Gerald Burlingame
- Carel Struycken – "Moonlight Man" / Raymond Andrew Joubert
- Henry Thomas – Tom (Jessies far)
- Kate Siegel – Sally (Jessies mor)
- Adalyn Jones – Maddie (Jessies syster)
- Bryce Harper – James (Jessies bror)